# Platytomus parvulus
Platytomus parvulus är en skalbaggsart som beskrevs av Louis Alexandre Auguste Chevrolat 1864. Platytomus parvulus ingår i släktet Platytomus och familjen Aphodiidae. Inga underarter finns listade i Catalogue of Life.